# Неспособность к обучению
Неспособность к обучению, расстройство обучения или трудности с обучением — это состояние мозга, которое вызывает трудности с пониманием или обработкой информации и может быть вызвано несколькими различными факторами. Учитывая уточнение, согласно которому возникает «трудность обучения типичным способом», наличие неспособности не исключает способности учиться другим способом. Таким образом, некоторых людей можно более точно описать как имеющих «различие в обучении», что позволяет избежать любого неправильного представления о неспособности с отсутствием способности к обучению и возможных негативных стереотипов. Например, в Соединённом Королевстве термин «неспособность к обучению» обычно относится к умственной отсталости, а такие трудности, как дислексия и диспраксия, обычно называют «трудностями в обучении».
Хотя неспособность к обучению и расстройство обучения часто используются взаимозаменяемо, они во многом различаются. Расстройство относится к серьёзным проблемам с обучением в академической области. Этих проблем, однако, недостаточно, чтобы составить официальный диагноз. Неспособность к обучению, с другой стороны, является официальным клиническим диагнозом, при котором человек соответствует определённым критериям, установленным профессионалом (например, психологом, психиатром, логопедом или педиатром). Разница заключается в степени, частоте и интенсивности сообщаемых симптомов и проблем, поэтому их не следует путать. Когда используется термин «расстройство обучения», он описывает группу расстройств, характеризующихся неадекватным развитием определённых академических, языковых и речевых навыков. Типы расстройств обучения включают чтение (дислексия), арифметику (дискалькулия) и письмо (дисграфия).
В Международной классификации болезней трудности обучения определяются как расстройства развития школьных навыков, которые возникают из-за нарушения в обработке когнитивной информации, причем расстройства ранние, а не приобретенные (то есть не возникшими после какой-то травмы или какого-то специального случая). К трудностям обучения не относят проблемы, вызванные неверным обучением, болезнью или умственной отсталостью.
Из-за этого расстройства в способности получать и обрабатывать информацию человеку может быть проблематично учиться так же быстро или вообще так же, как и тому, кто не страдает от нарушения способности к обучению. Людям с ограниченными возможностями обучения трудно выполнять определённые типы задач, если им предоставляется возможность разобраться во всем самостоятельно или если их обучают традиционными способами.
Люди с ограниченными возможностями обучения могут сталкиваться с уникальными проблемами, которые часто возникают на протяжении всей жизни. В зависимости от типа и серьёзности неспособности можно использовать различные вмешательства и современные технологии, чтобы помочь человеку освоить стратегии, которые будут способствовать успеху в будущем. Вмешательства сильно различаются по уровню сложности и количеству вовлечённых лиц — могут быть вовлечены, например, другие ученики, от которых зависит поддержка в классе, педагоги, родители. Многопрофильная команда часто помогает разработать вмешательство и координировать его выполнение с учителями и родителями. В эту команду часто входят школьные психологи, специальные педагоги, логопеды (дефектологи), эрготерапевты, психологи, тренеры по обучению грамоте и/или специалисты по чтению.
Распространённое заблуждение о людях с ограниченными способностями к обучению состоит в том, что они перерастают их по мере взросления. Часто это не так, и большинству взрослых с ограниченными возможностями обучения по-прежнему требуются ресурсы и уход, чтобы справиться со своими особенностями.

## Определение
Вопрос об определении неспособности к обучению вызвал серьёзные и продолжающиеся споры. Термина «неспособность к обучению» нет в DSM-IV, но он был добавлен в DSM-5. DSM-5 не ограничивает расстройства обучения конкретным типом, таким как чтение, математика или письменная речь. Наоборот, это единый диагностический критерий, описывающий недостатки в общих академических навыках и включающий подробные характеристики для областей чтения, математики и письменной речи.
В Соединённых Штатах и Канаде термины «неспособность к обучению» и «расстройство обучения» относятся к группе расстройств, которые влияют на широкий спектр академических и функциональных навыков, включая способность говорить, слушать, читать, писать, произносить буквы, рассуждать, организовывать информацию, производить математические действия. Интеллект людей с ограниченными возможностями обучения, как правило, средний или выше среднего.
В Великобритании такие термины, как специфические трудности в обучении (specific learning difficulty, SpLD), дислексия, диспраксия и дискалькулия используются для обозначения ряда трудностей в обучении, называемых в Соединённых Штатах «неспособностью к обучению». В Великобритании термин «неспособность к обучению» относится к целому ряду отклонений в развитии или состояний, которые почти всегда связаны с более серьёзными генерализованными когнитивными нарушениями. The Lancet определяет «неспособность к обучению» как «значительное общее нарушение интеллектуального функционирования, приобретённое в детстве», и утверждает, что оно есть примерно у каждого 50 взрослого британца.
В Японии признание и поддержка учащихся с ограниченными способностями к обучению появились относительно недавно и значительно улучшились с начала 21 века. Первое определение неспособности к обучению было предложено в 1999 г., а в 2001 г. был создан Проект по улучшению системы поддержки учащихся с ограниченными возможностями обучения. С тех пор были предприняты значительные усилия по обследованию детей на предмет нарушения обучаемости, обеспечению последующей поддержки и налаживанию контактов между школами и специалистами.

## Последствия
Последствия неспособности к обучению или различия в обучаемости не ограничиваются результатами обучения: люди с ограниченными способностями к обучению могут также испытывать социальные проблемы. Нейропсихологические различия могут повлиять на точное восприятие социальных сигналов от сверстников. Исследователи утверждают, что люди с ограниченными возможностями обучения испытывают негативные последствия не только из-за своих различий в обучении, но и из-за того, что они несут на себе стигматизирующий ярлык. Как правило, было трудно определить эффективность услуг специального образования из-за ограниченности данных и методологических ограничений. Новые исследования показывают, что подростки с ограниченными возможностями обучения имеют более низкие академические успехи даже по сравнению со сверстниками, которые пошли в старшую школу с аналогичным уровнем успеваемости и сопоставимым поведением. Вероятно, их более низкие результаты могут быть результатом более низких ожиданий их учителей; собранные в США данные показывают, что ожидания учителей от учащихся с ограниченными возможностями обучения не соответствует их академическому потенциалу (о чём свидетельствуют результаты тестов и поведение при обучении).
Было проведено множество исследований для оценки корреляции между неспособностью к обучению и самооценкой. Эти исследования показали, что на самооценку человека действительно влияет его собственное осознание своей неспособности к обучению. Студенты с позитивным восприятием своих академических способностей, как правило, имеют более высокую самооценку, чем те у кого восприятие иное, независимо от их фактических академических достижений. Однако исследования также показали, что на самооценку могут влиять несколько других факторов. Навыки в неакадемических областях, таких как лёгкая атлетика и искусство, повышают самооценку. Кроме того, было показано, что положительное восприятие своей внешности также ведёт к повышению самооценки. Ещё одним важным открытием является то, что учащиеся с ограниченными возможностями обучения способны различать академические навыки и интеллектуальные способности. Это показывает, что студенты, которые признают свои академические ограничения, но также осознают свой потенциал для достижения успеха в других интеллектуальных задачах, считают себя интеллектуально компетентными людьми, что повышает их самооценку.
Исследования с участием людей с ограниченными возможностями обучения, которые демонстрируют сложное поведение и которых впоследствии лечили антипсихотическими препаратами, дают мало доказательств того, что какие-либо преимущества перевешивают риски.

## Причины
Причины неспособности к обучению изучены недостаточно, иногда очевидная причина неспособности к обучению отсутствует. Однако некоторые причины неврологических нарушений включают:
- Наследственность и генетику. Неспособность к обучению часто связана с генетикой и передаётся по наследству. У детей с ограниченными способностями к обучению часто есть родители, у которых те же трудности. В США дети родителей, которые посещали школу менее 12 лет, более склонны к нарушениям чтения. Некоторые дети имеют спонтанные мутации (то есть такие, которые не присутствуют ни у одного из родителей), которые могут вызывать нарушения развития, включая трудности в обучении[21]. Одно исследование[22] показало, что примерно у одного из 300 детей были такие спонтанные мутации, например, дефект в гене CDK13, который связан с трудностями в обучении и общении у поражённых детей[23].
- Проблемы во время беременности и родов. Неспособность к обучению может быть результатом аномалий развития мозга, болезни или травмы. Факторами риска являются воздействие алкоголя или наркотиков на плод и низкий вес при рождении (1,4 кг или менее). Такие дети более склонны к развитию неспособности к математике или чтению. У детей, рождённых преждевременно, поздно, с более длительными родами, чем обычно, или с кислородным голоданием в процессе родов, с большей вероятностью разовьётся неспособность к обучению[21].
- Несчастные случаи после рождения: неспособность к обучению также может быть вызвана травмами головы, недоеданием или воздействием токсических веществ (таких как тяжёлые металлы или пестициды)[24][25].

## Диагноз

### Несоответствие IQ достижениям
Нарушения обучаемости могут быть выявлены психиатрами, логопедами, школьными психологами, клиническими психологами, психологами-консультантами, нейропсихологами, дефектологами и другими специалистами по нарушению обучаемости с помощью комбинации тестирования интеллекта, тестирования успеваемости, успеваемости в классе и социального взаимодействия и способностей. Другие области оценки могут включать восприятие, познание, память, внимание и языковые способности. Полученная информация используется для определения того, соответствует ли успеваемость ребёнка его когнитивным способностям. Если когнитивные способности ребёнка намного выше, чем его академическая успеваемость, учащемуся в США и ряде других стран могут поставить диагноз «неспособность к обучению». Таким образом DSM-IV и многие школьные системы, и государственные программы диагностируют неспособность к обучению (DSM-IV использует термин «расстройство», а не «неспособность»).
Хотя модель несоответствия доминировала в школьной системе в течение многих лет, исследователи подвергали этот подход существенной критике. Недавние исследования предоставили мало доказательств того, что несоответствие между формально измеренным IQ и достижениями является явным показателем расстройств способности к обучению. Более того, постановка диагноза на основании несоответствия не позволяет предсказать эффективность лечения. Лица с низкой успеваемостью, у которых показатели IQ также низкие, по-видимому, получают пользу от лечения в такой же степени, как и лица с низкой успеваемостью, у которых показатели IQ выше, чем их предполагаемая академическая успеваемость.
С 1998 года предпринимались попытки создать эталонный индекс, более полезный, чем IQ, для получения прогнозируемых результатов тестов достижений. Например, для учащегося, чей словарный запас и общие знания совпадают с его оценкой понимания прочитанного, учитель может предположить, что понимание прочитанного может быть поддержано за счёт работы над словарным запасом и общими знаниями. Если оценка понимания прочитанного ниже в соответствующем статистическом смысле, необходимо сначала исключить такие ситуации, как возможные проблемы со зрением.

### Ответ на вмешательство
Многие текущие исследования в США были сосредоточены на диагностическом процессе, ориентированном на лечении, известном как ответ на вмешательство. Рекомендации исследователей по внедрению такой модели включают ранний скрининг для всех учащихся, помещение тех учащихся, у которых возникают трудности, в основанные на исследованиях программы раннего вмешательства, а не на ожидание, пока они станут соответствовать диагностическим критериям. Работу с ними можно тщательно контролировать, чтобы определить, приводит ли все более интенсивное вмешательство к адекватному прогрессу. Для тех, у кого будет выражен результат, дальнейшее вмешательство не понадобится; те, кому не поможет обучение в обычном классе и более интенсивное вмешательство («вмешательство второго уровня») могут быть направлены для получения дополнительной помощи через специальное образование, и в этом случае их часто идентифицируют с нарушением обучаемости. Некоторые модели ответа на вмешательство включают третий уровень вмешательства до того, как у ребёнка будет выявлена неспособность к обучению.
Основное преимущество такой модели заключается в том, что не нужно ждать, пока ребёнок отстанет достаточно сильно, чтобы претендовать на получение помощи. Это может позволить большему количеству детей получить помощь до того, как они столкнутся с серьёзной неудачей, что, в свою очередь, может привести к тому, что меньше детей будут нуждаться в интенсивных и дорогостоящих услугах специального образования. В настоящее время эта модель является основным средством выявления неспособности к обучению во Флориде.
Этот процесс не принимает во внимание индивидуальные нейропсихологические факторы детей, такие как фонологическая осведомлённость и память, которые могут помочь в обучении. Не принимая во внимание конкретные когнитивные процессы, модель ответа на вмешательство не может информировать педагогов об относительных сильных и слабых сторонах учащихся. Модель по своему замыслу требует много времени, зачастую месяцы, прежде чем позволяет найти подходящий уровень вмешательства. Кроме того, прежде чем учащиеся могут быть идентифицированы с нарушением обучаемости, требуется прохождение через объёмную образовательную программу.
В программе участвуют учителя вместе с другими квалифицированными специалистами — например, с эрготерапевтами. Эрготерапевты, в частности, могут поддерживать учащихся в образовательной среде, помогая детям в академических и неакадемических областях школы, включая классную комнату, перемены и время приёма пищи. Они могут предоставить стратегии, терапевтические вмешательства, предложения по адаптивному оборудованию и модификациям окружающей среды.

### Оценка
Для оценки навыков в основных академических областях можно использовать множество нормированных оценок: чтение, включая распознавание слов, беглость речи и понимание; математика, включая вычисления и решение задач; и письменное выражение, включая почерк, правописание и состав.
Цель оценки состоит в том, чтобы определить, что необходимо для вмешательства, что также требует учёта контекстуальных переменных и наличия сопутствующих расстройств, которые также необходимо выявить и лечить, таких как поведенческие проблемы или задержки речи. Эти контекстуальные переменные часто оцениваются с использованием анкет для родителей и учителей, которые оценивают поведение учащихся и сравнивают его со стандартными нормами.
Однако следует соблюдать осторожность при наличии подозрения, что у человека с нарушением обучаемости также есть умственная отсталость, в частности потому, что люди с синдромом Дауна могут иметь нейроанатомический профиль заболевания, но не связанные с ним клинические признаки и симптомы. Можно провести обследование исполнительных функций, а также социальных и когнитивных способностей, но может потребоваться адаптация стандартизированных тестов для учёта особых потребностей.

## Типы
Неспособность к обучению может быть классифицирована либо по типу обработки информации, на которую влияет неспособность, либо по конкретным трудностям, вызванным дефицитом обработки информации.

### По стадии обработки информации
Нарушения обучаемости делятся на широкие категории, основанные на четырёх этапах обработки информации, используемых в обучении: ввод, интеграция, хранение и вывод. Многие нарушения обучаемости представляют собой совокупность нескольких типов аномалий, возникающих одновременно, в сочетании с социальными трудностями и эмоциональными или поведенческими расстройствами .
- Вход: это информация, воспринимаемая органами чувств, такими как зрительное и слуховое восприятие. Проблемы со зрительным восприятием могут вызвать проблемы с распознаванием формы, положения или размера видимых предметов. У человека могут быть проблемы с секвенированием, которые могут быть связаны с дефицитом обработки временных интервалов или временного восприятия. Трудности со слуховым восприятием могут затруднить отсеивание конкурирующих звуков, чтобы сосредоточиться на одном из них, например, на звуке голоса учителя в классе. Некоторые дети, кажется, неспособны обрабатывать тактильную информацию. Например, они могут казаться нечувствительными к боли или не любить прикосновения.
- Интеграция: это этап, на котором воспринятая информация интерпретируется, классифицируется, помещается в последовательность или связывается с предыдущим обучением. Учащиеся с проблемами в этой области могут быть не в состоянии рассказать историю в правильной последовательности, не в состоянии запомнить последовательности информации, такие как дни недели. Они могут быть в состоянии понять новую концепцию, но не смогут обобщить её на другие области обучения, или могут быть способны изучать факты, но не смогут сложить факты вместе, чтобы увидеть «общую картину». Плохой словарный запас может способствовать проблемам с пониманием.
- Память: проблемы с памятью могут возникать как с кратковременной или рабочей памятью, так и с долговременной памятью. Большинство проблем с памятью связано с кратковременной памятью, что может затруднить изучение нового материала из-за нужды в большем количестве повторений, чем обычно. Трудности со зрительной памятью могут помешать обучению правописанию.
- Выход: информация поступает из мозга либо через слова, то есть через язык, либо через мышечную деятельность, такую как жестикуляция, письмо или рисование. Трудности с языковым выводом могут создать проблемы с разговорной речью. К таким трудностям относится ответ на вопрос по требованию, при котором нужно извлечь информацию из хранилища, организовать свои мысли и облечь мысли в слова, прежде чем говорить. По тем же причинам может возникать проблема с письменной речью. Проблемы с моторикой могут вызвать проблемы с крупной и мелкой моторикой. Люди с проблемами крупной моторики могут быть неуклюжими, то есть они могут спотыкаться, падать или натыкаться на предметы. У них также могут быть проблемы с бегом, скалолазанием или обучением езде на велосипеде. У людей с нарушениями мелкой моторики могут возникнуть проблемы с письмом, застёгиванием рубашек или завязыванием шнурков.

### По функциональному нарушению
Недостатки в любой области обработки информации могут проявляться во множестве конкретных нарушений обучаемости. У человека может быть более одной из этих трудностей. Это называется коморбидностью или сочетанием нарушений обучаемости. В Великобритании термин двойной диагноз часто используется для обозначения одновременного возникновения трудностей в обучении.

#### Нарушение чтения (коды по МКБ-10 и DSM-IV: F81.0/315.00)
Нарушение чтения является наиболее распространённым нарушением обучаемости. Из всех учащихся с особыми трудностями в обучении 70-80 % имеют дефицит обучения чтению. Термин «Дислексия» часто используется как синоним нарушения чтения; однако многие исследователи утверждают, что существуют разные типы нарушений чтения, одним из которых является дислексия. Нарушение чтения может повлиять на любую часть процесса чтения, включая трудности с точным или беглым распознаванием слов или и с тем, и с другим, с декодированием слов, скоростью чтения, просодией (чтением вслух с выражением) и с пониманием прочитанного. До того, как стал известен термин «дислексия», эта неспособность к обучению была известна как «словесная слепота».
Общие признаки нарушения чтения включают трудности с фонематическим восприятием — способность разбивать слова на составляющие их звуки и трудности с сопоставлением буквенных комбинаций с определёнными звуками (соответствие звука и символа).

#### Нарушение письменной речи (коды 315.2 по МКБ-10 и DSM-IV-TR)
Критерии DSM-IV-TR для расстройства письменной речи — это навыки письма (измеряемые с помощью стандартизированного теста или функциональной оценки), которые значительно ниже ожидаемых, исходя из хронологического возраста человека, измеренного интеллекта и соответствующего возрасту образования (критерий А). Эта трудность также должна приводить к значительному ухудшению успеваемости и ухудшению выполнения задач, требующих составления письменного текста (критерий B), а при наличии сенсорного дефицита трудности с навыками письма должны превышать трудности, обычно связанные с сенсорным дефицитом (критерий C).
Лица с диагнозом расстройства письменного выражения обычно имеют сочетание трудностей в своих способностях к письменному выражению, о чём свидетельствуют грамматические и пунктуационные ошибки в предложениях, плохая организация абзаца, множественные орфографические ошибки и чрезмерно плохой почерк. Нарушение орфографии или почерка без других трудностей письменного выражения обычно не подходит для постановки этого диагноза. Если плохой почерк связан с нарушением координации движений человека, следует рассмотреть диагноз нарушения координации развития.
Ряд организаций использует термин «дисграфия» в качестве общего термина для всех расстройств письменной речи.

#### Неспособность к математике (коды F81.2-3/315.1 по МКБ-10 и DSM-IV)
Иногда называемая дискалькулией, неспособность к математике связана с такими трудностями, как изучение математических понятий (таких как количество, разрядное значение и время), трудности с запоминанием математических фактов, трудностями с организацией чисел и пониманием того, как задачи организованы на странице. Людей с дискалькулией могут называть людьми с плохим «чувством числа».

#### Вне МКБ-10/DSM
Невербальная неспособность к обучению: невербальная неспособность к обучению часто проявляется в двигательной неуклюжести, плохих зрительно-пространственных навыках, проблемных социальных отношениях, трудностях с математикой и плохих организационных навыках. Люди с этой неспособностью часто имеют особые сильные стороны в вербальной сфере, включая раннюю речь, большой словарный запас, ранние навыки чтения и правописания, отличную механическую и слуховую память, а также красноречивое самовыражение.

## Компенсаторные навыки
В возможные компенсаторные навыки входят:
- Модель мастерства:
  - Учащиеся работают на своём уровне мастерства.
  - Упражняются
  - Получают базовые навыки, прежде чем перейти на следующий уровень
    - Примечание: этот подход, скорее всего, будет использоваться со взрослыми учащимися или за пределами обычной школьной системы.
- Прямое обучение[англ.][45]:
  - Уроки тщательно планируются, учебные навыки дозируются небольшими порциями
  - Уроки идут по запланированному сценарию
  - Быстрое взаимодействие между учителем и учениками
  - Немедленное исправление ошибок
  - Группировка по достижениям
  - Частые оценки достижений
- Изменения в классе:
  - Специальные места в классе
  - Альтернативные или изменённые задания
  - Модифицированные процедуры тестирования
  - Спокойная обстановка
- Специальное оборудование:
  - Текстовые процессоры с проверкой орфографии и словарями
  - Программы преобразования текста в речь и речи в текст
  - Говорящие калькуляторы
  - Книги в аудиозаписи
  - Обучение на компьютере
- Помощники в классе:
  - Ведущие записи
  - Читатели
  - Корректоры
  - Писцы
- Специальное образование:
  - Предписанные часы в ресурсной комнате
  - Размещение в ресурсной комнате[46]
  - Зачисление в специальную школу или отдельный класс в обычной школе[47] для учащихся с ограниченными возможностями обучения
  - Индивидуальный план обучения (ИПО)
  - Образовательная терапия

Штернберг утверждал, что ранняя коррекция может значительно сократить количество детей, отвечающих диагностическим критериям неспособности к обучению. Он также предположил, что сосредоточение внимания на нарушениях обучаемости и предоставлении приспособлений в школе не учитывает, что у людей есть ряд сильных и слабых сторон, и делает чрезмерный акцент на успеваемости, настаивая на том, чтобы люди получали дополнительную поддержку в этой области, но не в музыке или спорте. Другое исследование определило использование ресурсных комнат как важный, но часто политизированный компонент обучения учащихся с ограниченными возможностями обучения.

## Критика медицинской модели
Теория неспособности к обучению основана на медицинской модели инвалидности, в которой неспособность (инвалидность) воспринимается как индивидуальный дефицит биологического происхождения. Исследователи, работающие в рамках социальной модели инвалидности, утверждают, что существуют социальные или структурные причины инвалидности или присвоения ярлыка инвалидности, и даже что инвалидность как понятие полностью социально сконструирована. С начала XIX века образование в Соединённых Штатах было направлено на подготовку граждан, которые могут эффективно вносить вклад в капиталистическое общество, с премией за эффективность и науку. С другой стороны, в более аграрных культурах способность к обучению вовсе не рассматривается как мера адекватности взрослых, тогда как в западных капиталистических обществах становится важным диагноз неспособности к обучению из-за того, что большое значение придаётся скорости чтения, грамотности и умению считать — как на работе, так и в школе.
Педагоги только недавно начали изучать влияние культуры на трудности обучения. Если учитель игнорирует культурное разнообразие ученика, ученик будет страдать в классе. «Культурный репертуар учащихся с культурным расстройством обучения влияет на их обучение, успеваемость в школе и поведение в классе». Такие учащиеся могут не преуспевать в классе, и поэтому им будет поставлен неправильный диагноз: «В целом данные [в США] указывают на то, что существует постоянная озабоченность по поводу неправильного диагноза и ненадлежащего помещения учащихся из разных слоёв общества в специальные учебные классы с 1975 года».

## Контраст с другими состояниями

### С умственной отсталостью
Люди с IQ ниже 70 обычно характеризуются умственной отсталостью и не подпадают под большинство определений неспособности к обучению, поскольку считается, что их трудности в обучении напрямую связаны с их общим низким интеллектом.

### С СДВГ
Синдром дефицита внимания и гиперактивности (СДВГ) часто изучается в связи с нарушением обучаемости, но на самом деле он не включён в стандартные определения расстройств обучения. Люди с СДВГ могут испытывать трудности с обучением, но часто могут адекватно учиться после успешного лечения СДВГ. Человек может иметь СДВГ, но не иметь нарушений обучаемости, или иметь нарушения обучаемости, но не иметь СДВГ. Состояния могут сочетаться.
Люди с диагнозом СДВГ иногда имеют проблемы с обучением. Некоторые трудности, с которыми сталкиваются люди с СДВГ, могут включать отсутствие мотивации, высокий уровень тревоги и неспособность обрабатывать информацию. Есть исследования, которые показывают, что люди с СДВГ, как правило, положительно относятся к учёбе и с помощью лекарств и развитых учебных навыков могут работать так же хорошо, как люди без проблем с обучением. Кроме того, использование альтернативных источников сбора информации, таких как веб-сайты, учебные группы и учебные центры, может помочь человеку с СДВГ добиться академического успеха.
До открытия СДВГ технически он был включён в определение неспособности к обучению, поскольку оказывает очень выраженное влияние на «исполнительные функции», необходимые для обучения. Таким образом, исторически СДВГ не отличался чётко от других нарушений, связанных с обучением. Поэтому, когда у человека возникают трудности в обучении, следует также учитывать СДВГ. Научные исследования продолжают изучать особенности, трудности, эффективные стили обучения и сопутствующие расстройства личности у людей с СДВГ.